# Bursyamo
Bursyamo (バシャーモ Bashāmo), còn được biết đến với tên tiếng Anh Blaziken (/ˈbleɪzɪkɪn/), tại Việt Nam còn được gọi là Burshamo  là một loài Pokémon trong nhượng quyền truyền thông Pokémon của Nintendo và Game Freak. Bursyamo xuất hiện lần đầu trong anime Pokémon với tập "Pop Goes the Sneasel" và trong game Pokémon Ruby và Sapphire, sau đó được xuất hiện trong các phần tiếp theo của trò chơi video, hàng hóa khác nhau, phần anime và các sản phẩm khác của Pokémon.

## Đặc điểm
Bursyamo, được gọi là Pokémon Rực lửa, phát triển từ Wakasyamo ở cấp 36, và là hình thức cuối cùng của Achamo. Bursyamo xuất hiện như thể nó đang mặc một chiếc áo khoác không tay trên thân. Nó có một đỉnh trên đầu với hai điểm, giống như chữ "V". Nó cũng có phần lông dài phía sau đầu và khuôn mặt nhỏ gần như phủ đầy lông. Đôi chân mạnh mẽ, cơ bắp của nó giúp nó nhảy lên một tòa nhà chọc trời chỉ bằng một cú đá và dễ dàng. Nó có thể khiến ngọn lửa phun ra từ cổ tay và mắt cá chân, che kín bàn chân hoặc nắm đấm. Bursyamo cũng có các mũi nhọn trên mắt cá chân tương tự như được sử dụng trong đấu đá gà. Nó cũng có thể tung ra một cú đá bốc lửa vào đối thủ. Cứ sau vài năm, những chiếc lông cũ của nó lại bị đốt cháy và những chiếc lông mới, dẻo dai mọc lại ở vị trí của chúng. Một thiết kế ý tưởng ban đầu của Bursyamo đã kết hợp với Latias và có một huấn luyện viên trên lưng.

## Xuất hiện
Bursyamo đầu tiên xuất hiện trong video game là Pokémon Ruby và Sapphire cho hệ máy Game Boy Advance. Đây là hình thức tiến hóa của Wakasyamo, phát triển từ Achamo. Achamo là một trong ba Pokémon khởi đầu trong Ruby, Sapphire, Emerald, Omega Ruby và Alpha Sapphire mà người chơi có thể lựa chọn cùng với Kimori và Mizugorou. Nó đã xuất hiện trong mọi tựa game Pokémon chính kể từ đó.
Trong Pokémon HeartGold và SoulSilver, Achamo có thể lấy được từ Steven Stone sau khi có được tất cả 16 huy hiệu và đánh bại trùm cuối, Red. Sau đó, ba người trong số họ được xuất hiện trong Pokémon Pinball: Ruby & Sapphire, Pokémon Trozei!, các tựa game Pokémon Mystery Dungeon, các tựa game Pokémon Ranger, Pokémon Channel và PokéPark Wii: Pikachu's Adventure. Bursyamo là một trong số nhiều Pokémon trong Pokémon X và Y có thể sử dụng cơ chế Tiến hóa Mega, trở thành Mega Bursyamo, sử dụng đá Mega "Bursyamonite", chỉ có thể đạt được bằng cách lấy Achamo trong sự kiện đặc biệt của trò chơi. Trong Pokémon Omega Ruby và Alpha Sapphire, Bursyamonite được lấy từ Steven Stone trong trò chơi chính nếu Pokémon khởi đầu của người chơi là Achamo. Bursyamo xuất hiện như một chiến binh có thể chơi trong Pokkén Tournament.